# 1-es villamos (Pozsony)
A pozsonyi 1-es jelzésű villamos Főpályaudvar-ról Ľudovít Štúr tér-ig közlekedik. A viszonylatot a DPB üzemelteti.

## Útvonala
| Hlavná stanica felé | Nám. Ľ. Štúra felé |
| --- | --- |
| Nám. Franza Liszta, Štefanovičova, Nám. slobody, Imricha Karvaša, Radlinského, Kollárovo námestie, Obchodná, Hurbanovo nám., Nám. SNP, Štúrova, Jesenského, Hviezdoslavovo nám., Mostová, Nám. Ľ. Štúra | Nám. Ľ. Štúra, Vajanského nábrežie, Šafárikovo nám., Štúrova, Nám. SNP, Hurbanovo nám., Obchodná, Kollárovo nám., Radlinského, Imricha Karvaša, Nám. slobody, Štefanovičova, Nám. Franza Liszta |

## Megállóhelyek
2021. szeptember 1. óta:
| (Hlavná stanica ◄► Nám. Ľ. Štúra) | (Hlavná stanica ◄► Nám. Ľ. Štúra) | (Hlavná stanica ◄► Nám. Ľ. Štúra) | (Hlavná stanica ◄► Nám. Ľ. Štúra)       | (Hlavná stanica ◄► Nám. Ľ. Štúra)                                                |
| Perc (↓)                          | Megállóhely                       | Perc (↑)                          | Átszállási kapcsolatok                  | Létesítmények                                                                    |
| --------------------------------- | --------------------------------- | --------------------------------- | --------------------------------------- | -------------------------------------------------------------------------------- |
| 0                                 | Hlavná stanica                    | 14                                | 7 32, 41, 61, 77, 93 40, 71             | Pozsony főpályaudvar                                                             |
| 1                                 | Pod stanicou                      | 13                                | 7 21, 25, 61, 63, 64, 74 40, 49, 64, 71 |                                                                                  |
| 2                                 | Úrad vlády SR                     | 11                                | 7 44                                    | Szlovák Köztársaság Kormányhivatala                                              |
| 4                                 | STU                               | 10                                | 7                                       | Szlovák Műszaki Egyetem                                                          |
| 6                                 | Vysoká                            | 7                                 | 9                                       |                                                                                  |
| 7                                 | Poštová                           | 6                                 | 9                                       |                                                                                  |
| 9                                 | Centrum                           | 4                                 | 3, 4                                    |                                                                                  |
| 11                                | Jesenského                        | -                                 | 4                                       | Szlovák Nemzeti Színház régi épülete                                             |
| -                                 | Šafárikovo nám.                   | 2                                 | 4 29, 50, 70                            | Comenius Egyetem Jogtudományi Kar                                                |
| 13                                | Nám. Ľ. Štúra                     | 0                                 | 3, 4 29, 50, 70                         | Dessewffy-palota, Környezetvédelmi Minisztérium, Szlovák Nemzeti Galéria, Vigadó |

## Külső hivatkozások
- 1-es villamosvonal – iMHD.sk (szlovákul)